# Dendrodicticus argentiniae
Dendrodicticus argentiniae is een keversoort uit de familie snuitkevers (Curculionidae). De wetenschappelijke naam van de soort werd in 1958 gepubliceerd door Karl Eduard Schedl.